# Premi Terenci Moix de Narrativa Gai i Lèsbica Fundación Arena
El Premi Terenci Moix de Narrativa Gai i Lèsbica Fundación Arena és un certamen literari encetat el 2005 en memòria de Terenci Moix i amb la col·laboració de la Fundación Arena, coneguda entitat i centre assistencial per a gais i lesbianes. El jurat està, normalment, format pel President de la Fundación Privada Arena i per persones destacades del camp de les lletres i de la lluita pels drets dels homosexuals. Entre 2005 i 2010 el premi s'atorgava durant la Diada de Sant Jordi. A partir del 2011 l'entrega de premis se celebrarà el dia 22 de setembre, poc abans de la Festa Major de Barcelona, amb l'objectiu de guanyar notorietat.

## Guardonats
- 2005: Catedrals amb Armaris, de Jaume Santandreu Sureda
- 2006: Destino programado, de Paz Quintero
- 2007: Como la tentación, d'Alberto Mira
- 2008: La vida que soñamos, de Raúl Portero
- 2009: Charlie, de Rafael Peñas Cruz
- 2010: declarat desert
- 2011: Elogio del Happy End, d'Isabel Franc[2]
- 2012: La daga fenicia, de Mila Martínez[3]